# Phantastica
Phantastica è un brano musicale del gruppo italiano Verdena, quinta traccia de Il suicidio dei samurai.

## Il video
È stato girato un video per la regia di Alex Infascelli. Per il regista la musica del gruppo esprime qualcosa di istintivo e animalesco, da qui l'idea di utilizzare le maschere delle scimmie. Sempre secondo il regista l'utilizzo delle luci, enormi proiettori puntati sui membri del gruppo, enfatizza l'idea di primordialità.
(Alex Infascelli)

## Formazione
- Alberto Ferrari: chitarra, voci
- Fidel Fogaroli: mellotron, piano rhodes
- Luca Ferrari: batteria, chitarra, percussioni
- Roberta Sammarelli: basso